# U-238 (tàu ngầm Đức)
U-238 là một tàu ngầm tấn công  Lớp Type VII thuộc phân lớp Type VIIC được Hải quân Đức Quốc Xã chế tạo trong Chiến tranh Thế giới thứ hai. Nhập biên chế năm 1943, nó đã thực hiện được ba chuyến tuần tra, đánh chìm cho bốn tàu buôn với tổng tải trọng 23.048 GRT, đồng thời gây hư hại cho một chiếc khác tải trọng 7.176 GRT. Trong chuyến tuần tra cuối cùng tại Đại Tây Dương, U-238 bị các tàu sà lúp Hải quân Hoàng gia Anh HMS Kite, HMS Magpie và HMS Starling đánh chìm ở vị trí về phía Tây Nam Ireland vào ngày 9 tháng 2, 1944.

## Thiết kế và chế tạo

### Thiết kế

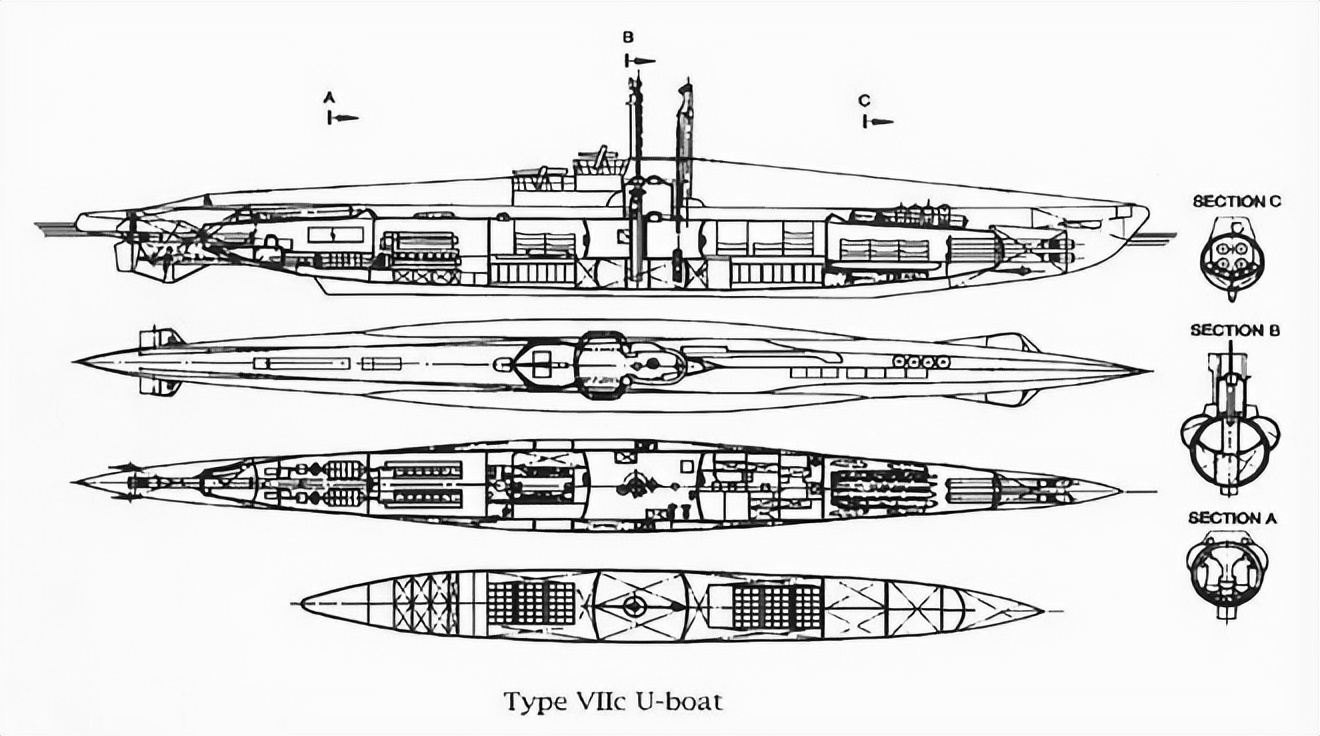
Sơ đồ các mặt cắt một tàu ngầm Type VIIC

Phân lớp VIIC của Tàu ngầm Type VII là một phiên bản VIIB được kéo dài thêm. Chúng có trọng lượng choán nước 769 t (757 tấn Anh) khi nổi và 871 t (857 tấn Anh) khi lặn). Con tàu có chiều dài chung 67,10 m (220 ft 2 in), lớp vỏ trong chịu áp lực dài 50,50 m (165 ft 8 in), mạn tàu rộng 6,20 m (20 ft 4 in), chiều cao 9,60 m (31 ft 6 in) và mớn nước 4,74 m (15 ft 7 in).
Chúng trang bị hai động cơ diesel Germaniawerft F46 siêu tăng áp 6-xy lanh 4 thì, tổng công suất 2.800–3.200 PS (2.100–2.400 kW; 2.800–3.200 bhp), dẫn động hai trục chân vịt đường kính 1,23 m (4,0 ft), cho phép đạt tốc độ tối đa 17,7 kn (32,8 km/h), và tầm hoạt động tối đa 8.500 nmi (15.700 km) khi đi tốc độ đường trường 10 kn (19 km/h). Khi đi ngầm dưới nước, chúng sử dụng hai động cơ/máy phát điện AEG GU 460/8–27 tổng công suất 750 PS (550 kW; 740 shp). Tốc độ tối đa khi lặn là 7,6 kn (14,1 km/h), và tầm hoạt động 80 nmi (150 km) ở tốc độ 4 kn (7,4 km/h). Con tàu có khả năng lặn sâu đến 230 m (750 ft).
Vũ khí trang bị có năm ống phóng ngư lôi 53,3 cm (21 in), bao gồm bốn ống trước mũi và một ống phía đuôi, và mang theo tổng cộng 14 quả ngư lôi, hoặc tối đa 22 quả thủy lôi TMA, hoặc 33 quả TMB. Tàu ngầm Type VIIC bố trí một hải pháo 8,8 cm SK C/35 cùng một pháo phòng không 2 cm (0,79 in) trên boong tàu. Thủy thủ đoàn bao gồm 4 sĩ quan và 40-56 thủy thủ.

### Chế tạo
U-238 được đặt hàng vào ngày 20 tháng 1, 1941, và được đặt lườn tại xưởng tàu của hãng Friedrich Krupp Germaniawerft tại Kiel vào ngày 21 tháng 4, 1942. Nó được hạ thủy vào ngày 7 tháng 1, 1943, và nhập biên chế cùng Hải quân Đức Quốc Xã vào ngày 20 tháng 2, 1943 dưới quyền chỉ huy của Hạm trưởng, Trung úy Hải quân Horst Hepp.

## Lịch sử hoạt động

### Chuyến tuần tra thứ nhất
Sau khi chuyển căn cứ hoạt động từ Kiel đến cảng Bergen, Na Uy vào giữa tháng 8, 1943, rồi đến cảng Trondheim cùng tại Na Uy vào cuối tháng 8, U-238 khởi hành từ Trondheim vào ngày 5 tháng 9 cho chuyến tuần tra đầu tiên trong chiến tranh. Nó băng qua khe GIUK giữa các quần đảo Shetland và Faroe để đi đến hoạt động tại vùng biển Bắc Đại Tây Dương về phía Nam Iceland và Greenland. U-238 đã phát hiện và tấn công Đoàn tàu ON 202 vào ngày 20 tháng 9 ở vị trí khoảng 500 mi (800 km) về phía Tây Nam Iceland, đánh chìm tàu Liberty Hoa Kỳ Theodore Dwight Weld 7.176 GRT, đồng thời gây hư hại cho tàu Liberty Hoa Kỳ Frederick Douglass 7.176 GRT. Ba ngày sau đó, 23 tháng 9, nó tiếp tục tấn công Đoàn tàu ON 202, đánh chìm các tàu buôn Na Uy Oregon Express 3.642 GRT và Skjelbred 5.096 GRT cùng tàu buôn Anh Fort Jemseg 7.134 GRT về phía Đông Nam mũi Farewell, Greenland. Chiếc tàu ngầm kết thúc chuyến tuần tra và đi đến cảng Brest bên bờ biển Đại Tây Dương của Pháp vào ngày 8 tháng 10.

### Chuyến tuần tra thứ hai
Trong chuyến tuần tra thứ hai kéo dài từ ngày 11 tháng 11 đến ngày 12 tháng 12, cùng xuất phát và kết thúc tại Brest, U-238 hoạt động trong vịnh Biscay và vùng biển phía Tây Bồ Đào Nha. Vào ngày 27 tháng 11, nó đã cứu vớt và bắt làm tù binh hai thành viên đội bay một máy bay ném bom Vickers Wellington Không quân Hoàng gia Anh bị tàu ngầm U-764 bắn rơi. Ba ngày sau đó, 30 tháng 11, chiếc tàu ngầm bị một máy bay ném bom-ngư lôi TBF Avenger xuất phát từ tàu sân bay hộ tống USS Bogue tấn công bằng rocket, khiến hai thủy thủ tử trận và năm người khác bị thương. Chiếc tàu ngầm bị hư hại nặng và buộc phải kết thúc chuyến tuần tra và rút lui về căn cứ. Trên đường quay trở, nó lại bị một tàu ngầm Anh phóng ba quả ngư lôi tấn công vào ngày 10 tháng 12, nhưng không trúng đích.

### Chuyến tuần tra thứ ba - Bị mất
U-238 lại xuất phát từ Brest vào ngày 27 tháng 1, 1944 cho chuyến tuần tra thứ ba, cũng là chuyến cuối cùng, để hoạt động tại vùng biển về phía Tây Nam Ireland. Vào ngày 9 tháng 2, nó bắt gặp Đoàn tàu SL-147 ở vị trí 270 nmi (500 km) ngoài khơi đảo Cape Clear, nhưng bị các tàu hộ tống cho đoàn tàu vận tải. U-238 phản công, nhưng bị các tàu sà lúp Hải quân Hoàng gia Anh HMS Kite, HMS Magpie và HMS Starling thả mìn sâu đánh chìm tại tọa độ 49°45′B 16°07′T / 49,75°B 16,117°T. Toàn bộ 50 thành viên thủy thủ đoàn của U-238 đều thiệt mạng.

### "Bầy sói" tham gia
U-238 từng tham gia bốn bầy sói:
- Leuthen (15 – 24 tháng 9, 1943)
- Schill 2 (17 – 22 tháng 11, 1943)
- Weddigen (22 tháng 11 – 1 tháng 12, 1943)
- Igel 2 (4 – 9 tháng 2, 1944)

### Tóm tắt chiến công
U-238 đã đánh chìm được bốn tàu buôn tổng tải trọng 23.048 GRT, đồng thời gây hư hại cho một tàu buôn khác:
| Ngày             | Tên tàu              | Quốc tịch      | Tải trọng | Số phận      |
| ---------------- | -------------------- | -------------- | --------- | ------------ |
| 20 tháng 9, 1943 | Frederick Douglass   | United States  | 7.176     | Bị hư hại    |
| 20 tháng 9, 1943 | Theodore Dwight Weld | United States  | 7.176     | Bị đánh chìm |
| 23 tháng 9, 1943 | Fort Jemseg          | United Kingdom | 7.134     | Bị đánh chìm |
| 23 tháng 9, 1943 | Oregon Express       | Norway         | 3.642     | Bị đánh chìm |
| 23 tháng 9, 1943 | Skjelbred            | Norway         | 5.096     | Bị đánh chìm |